# بيتا وايت
بيتا وايت (بالإنجليزية: Peta White)‏ هي مجدفة أسترالية، ولدت في 1 أكتوبر 1991.

## وصلات خارجية
- بيتا وايت على موقع الاتحاد الدولي للتجديف (الإنجليزية)